# 空調給排水管理監督者
空調給排水管理監督者（くうちょうきゅうはいすいかんりかんとくしゃ）は、空調給排水管理監督者講習会を修了した者である。国家資格の一つ。

## 概要
- 建築物の空気環境の調整、給水及び排水の管理並びに飲料水の水質検査の監督を行う。建築物環境衛生総合管理業の登録には必要である。

## 受講資格
- 職業能力開発促進法（昭和44年法律第64号）第44条第1項に規定する技能検定であってビル設備管理の職種に係るものに合格した者
- 建築物における衛生的環境の確保に関する法律第7条第1項に規定する建築物環境衛生管理技術者免状の交付を受けている者

## 講習会
- 2日間、行われる。

### 講習科目
1. 建築物環境衛生制度
2. 建築物の衛生的管理
3. 作業の実際
4. 考査